# ألبرتو مارتين غوميز
ألبرتو مارتين غوميز (بالإسبانية: Martín Gómez) (26 يناير 1983 بمندوزا في الأرجنتين - ) هو لاعب كرة قدم أرجنتيني في مركزي الوسط والهجوم. لعب مع إنديبندينتي وتيغري ونادي موريليا الرياضي وديبورتيس أنتوفاغاستا وIndependiente Rivadavia ‏ ونادي مانتا لكرة القدم وRacing de Córdoba ‏ وديبورتيس إيكيكي.

## وصلات خارجية
- ألبرتو مارتين غوميز على موقع إي إس بي إن إف سي (الإنجليزية)
- ألبرتو مارتين غوميز على موقع قاعدة بيانات كرة القدم.إي يو (الإنجليزية)
- ألبرتو مارتين غوميز على موقع Soccerway.com (الإنجليزية)
- ألبرتو مارتين غوميز على موقع AS.com (الإسبانية)